# وینیهدو
وینیهدو (به پرتغالی: Vinhedo) یک منطقهٔ مسکونی در برزیل است که در ایالت سائو پائولو واقع شده‌است. وینیهدو ۸۱٫۶۰ کیلومتر مربع مساحت و ۷۲٬۵۵۰ نفر جمعیت دارد و ۷۲۵ متر بالاتر از سطح دریا واقع شده‌است.